# 1995 год в литературе

## Премии

### Международные
- Нобелевская премия по литературе — Шеймас Хини, «За лирическую красоту и этическую глубину поэзии, открывающую перед нами удивительные будни и оживающее прошлое»[1].
- Всемирная премия фэнтези за лучший роман — Джеймс Морроу, «Towing Jehovah».
- Всемирная премия фэнтези за лучшую повесть — Элизабет Хэнд, «Последнее лето на Марс-Хилл» (англ. Last Summer at Mars Hill).
- Премия Агаты:
  - лучший роман — Шэрин Маккрамб, «If I’d Killed Him When I Met Him».
- Премия «Хьюго» за лучшую повесть — Майк Резник, «Семь взглядов на Олдувайское Ущелье» (англ. Seven Views of Olduvai Gorge)[2].
- Премия «Хьюго» за лучший роман — Лоис Макмастер Буджолд, «Танец отражений» (англ. Mirror Dance)[2].
- Премия «Хьюго» за лучший рассказ — Джо Холдеман, «Никто не настолько слеп» (англ. None So Blind)[2].
- Нейштадтская литературная премия — не проводилась.

### Австрия
- Премия Эриха Фрида — Эльке Эрб.
- Австрийская государственная премия по европейской литературе — Ильзе Айхингер.

### Великобритания
- Букеровская премия — Пэт Баркер, «Дорога призраков» (англ. The Ghost Road)[3].
- Премия Сомерсета Моэма:

1. Patrick French, «Younghusband».
2. Simon Garfield, «The End of Innocence».
3. Kathleen Jamie, «The Queen of Sheba».
4. Laura Thompson, «The Dogs».

### Израиль
- Премия Израиля:
  - номинация литература на иврите — Авраам Б. Иегошуа.
  - номинация поэзия — Натан Зах.

### Испания
- Премия Сервантеса — Камило Хосе Села.
- Премия принцессы Астурийской — Карлос Боусоньо[англ.][4].

### Норвегия
- Премия Браги:
  - почётная премия — детская писательница Анне-Катарина Вестли.
  - номинация беллетристика — Ингвар Амбьёрнсен, «Танец птиц» (норв. Fugledansen).
  - номинация детская литература — Лив Мари Эустрем и Акин Дюзакин, «Tvillingbror».
  - номинация поэзия — Эйвинн Берг, сборник стихотворений «Forskjellig».
- Премия Ибсена — Терье Нордбю, «Isblomst».

### Россия
- Беляевская премия:
  - Вячеслав Рыбаков — сборник фантастических романов «Гравилёт ″Цесаревич″»;
  - Святослав Логинов — роман «Многорукий бог далайна»;
  - Виталий Бугров, «За общий вклад в развитие отечественного фантастоведения» (посмертно).
- Русский Букер — Георгий Владимов, «Генерал и его армия».
- Антибукер:
  - номинация роман/повесть — Алексей Варламов.
- Премия Андрея Белого — не вручалась.
- Премия Фанкон — Святослав Логинов — «Многорукий бог далайна».

### США
- Премия Эдгара Аллана По:
  - за роман — Мэри Уокер, «The Red Scream»[5].
  - за лучший первый роман американского писателя — Джордж Доус Грин, «The Caveman’s Valentine»[6].
- Пулитцеровская премия за художественную книгу — Кэрол Шилдс, «Дневники Стоуна» (англ. The Stone Diaries)[7].
- Пулитцеровская премия за лучшую драму — Хортон Фут, «Молодой человек из Атланты» (англ. The Young Man from Atlanta)[8].
- Пулитцеровская премия за поэзию — Филипп Левин, «Простая истина» (англ. The Simple Truth)[9][10].

### Швеция
- Литературная премия Шведской академии — Ларс Алин[11].

### Франция
- Гонкуровская премия — Андрей Макин, «Французское завещание» (фр. Le Testament français)[12].
- Премия Ренодо — Патрик Бессон, «Закат семьи Браманов» (фр. Les Braban).
- Премия Фемина — Эмманюэль Каррер, «Зимний лагерь в горах».
  - Премия Фемина зарубежному автору — Йерун Брауверс, «Декантированное красное» (нидерл. Bezonken rood).
- Премия Медичи:
  - за лучшее зарубежное произведение — Алессандро Барикко, «Замки гнева» (итал.  Castelli di rabbia).
  - за эссеистику — Паскаль Брюкнер, «Попытка невинности» (фр. La Tentation de l’innocence).
  - за роман —

1. Василис Алексакис — «Материнский язык» (фр. La Langue maternelle).
2. Андрей Макин — «Французское завещание» (фр. Le Testament français).

## Книги

### Романы
- «Географ глобус пропил» — роман Алексея Иванова.
- «Земля без радости» — роман Ника Перумова.
- «Маскарад» (англ. Maskerade — роман Терри Пратчетта.
- «Многорукий бог далайна» — роман Святослава Логинова

- «Первый человек» (фр. Le Premier Homme) — неоконченный роман Альбера Камю.
- «Рабы Майкрософта» (англ. Microserfs) — роман Дугласа Коупленда.
- «Роза Марена» (англ. Rose Madder) — роман Стивена Кинга.
- «Северное сияние» (англ. Northern lights — роман Филипа Пулмана.
- «Хроники заводной птицы» (яп. ねじまき鳥クロニクル) — роман Харуки Мураками.

### Научно-популярная литература
- «Мир, полный демонов: Наука — как свеча во тьме» (англ. The Demon-Haunted World: Science as a Candle in the Dark) — книга астронома, астрофизика Карла Сагана.
- «Река, выходящая из Эдема» (англ. River Out of Eden) — книга этолога, эволюционного биолога Ричарда Докинза.

## Умерли
- 2 января — Валериу Эмиль Галан, румынский писатель (родился в 1921).
- 4 февраля — Абель Сантакрус (родился в 1915).
- 4 февраля — Патриция Хайсмит, американская писательница (родилась в 1921).
- 23 февраля — Джеймс Хэрриот, английский писатель (родился в 1916).
- 8 июня — Абдуррахман Пажвак, афганский прозаик, поэт, переводчик (родился в 1919).
- 14 июня — Роджер Желязны, американский писатель-фантаст (родился в 1937).
- 29 августа — Михаэль Энде, немецкий писатель (родился в 1929).
- 22 октября — Кингсли Эмис, британский прозаик и поэт (родился в 1922).
- 27 октября — Слободан Селенич, сербский югославский писатель, драматург, сценарист (родился в 1933).
- 16 ноября — Роберт Адлиман, американский писатель (родился в 1919).
- 2 декабря — Робертсон Дэвис, канадский писатель (родился в 1913).